# 조화영
조화영(1987년 2월 20일 ~ )은 대한민국의 배우이다. 2011년 SBS의 연기자 오디션 프로그램인 《기적의 오디션》에 출연하여 최종 20인까지 진출하였다. 다음해인 2012년 SBS 드라마스페셜 《부탁해요 캡틴》에 승무원 역으로 출연하며 연기 활동을 시작하였다. 이후 MBC 아침드라마 《천사의 선택》, KBS 일일연속극 《별도 달도 따줄게》 등에 단역 또는 조연으로 출연하였다. 성균관대학교 연기예술학과를 졸업하였다.

## 학력
- 성균관대학교 연기예술학과 학사

## 출연 작품

### 드라마
| 연도 | 방송사          | 제목             | 배역     | 비고  |
| ---- | --------------- | ---------------- | -------- | ----- |
| 2012 | SBS             | 부탁해요 캡틴    | 승무원   |       |
| 2012 | MBC             | 천사의 선택      |          |       |
| 2012 | KBS2            | 사랑비           | 단역     | [ 4 ] |
| 2012 | KBS1            | 별도 달도 따줄게 | 최유라   | [ 5 ] |
| 2012 | SBS             | 대풍수           | 유선     | [ 6 ] |
| 2015 | 네이버 TV캐스트 | 로맨스 블루      | 의뢰인 2 |       |

### 영화
- 아부의 왕 (2012년) - 양복샵 점원 역

### 기타
- 기적의 오디션 (2011년, SBS)